# Виласека
Виласека (шп. Vilaseca) град је у Шпанији у аутономној заједници Каталонија у покрајини Тарагона. Према процени из 2017. у граду је живело 21 935 становника.

## Становништво
Према процени, у граду је 2017. живело 21 935 становника.
| 2017.  |
| ------ |
| 21.935 |